# Francouzská literatura
Francouzskou literaturou převážně rozumíme literaturu psanou na území Francie, výjimečně i jinde (např. bývalé kolonie, autoři v exilu). Díla psaná francouzsky v dalších francouzsky mluvících zemích jako je Belgie, Švýcarsko, Kanada, Senegal, Tunisko, Alžírsko, Maroko a další zahrnujeme pod označení frankofonní literatura. Na rozdíl od české řadíme do francouzské literatury většinou pouze literaturu psanou francouzsky, zřídka i některé památky vzniklé na francouzském území v jiných jazycích (latina, hebrejština). Zahrnuta do ní mohou být také díla psaná tradičními jazyky Francie vyjma francouzštiny. Francouzská literatura se může pochlubit největším množstvím laureátů Nobelových cen za literaturu ze všech národních literatur.

## Středověká literatura (9.–13. století)

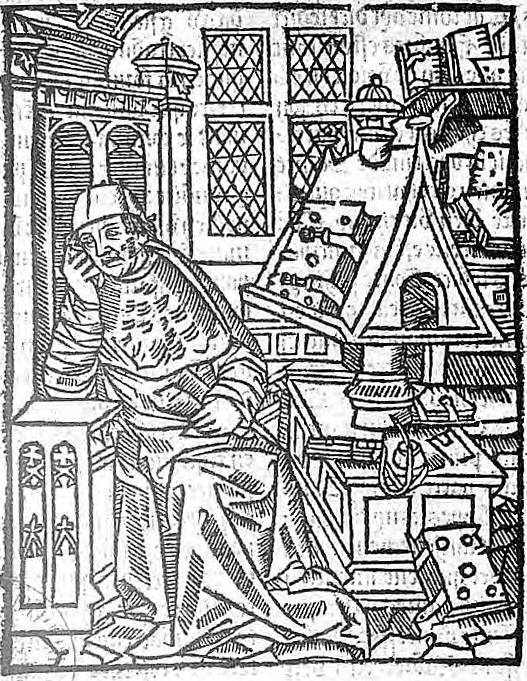
Chrétien de Troyes

Počátek francouzské literatury klademe do 9. století, kdy vznikla z literatury latinské. Nejstarší písemnou památkou jsou tzv. Štrasburské přísahy, které pocházejí z roku 842. V tomto období (do 11. století) vzniklo ještě několik, většinou nábožensky zaměřených textů (např. Kantiléna o svaté Eulálii).
V průběhu 11. století do literatury začaly pronikat také světské prvky a postupně začala vznikat i světská literatura, v oblibě byly především hrdinské eposy, neboli tzv. chansons de geste. Nejznámější a nejstarší z nich je Píseň o Rolandovi. Původně nebyly tyto epické skladby určeny k četbě, ale k přednesu polozpěvem (recitativem) za doprovodu hudebního nástroje (především loutna, psaltérium nebo flétna) profesionálními pěvci, takzvanými žakéři (z francouzského ioculatores). V naprosté většině jde o anonymní písně, teprve od počátku 13. století známe i některé autory, například žakéře Bertranda de Bar-sur-Aube z Champagne nebo truvéra Adeneta le Roi z Brabantu. Je dochováno asi 80 těchto eposů. Hlavním hrdinou těchto hrdinských eposů byl obvykle Karel Veliký. Avšak Chrétien de Troyes též široce zpopularizoval artušovskou legendu (Érec a Enida, Lancelot, Cligès a Yvain). Byl to on, kdo do starých artušovských příběhů doplnil postavu rytíře Lancelota.
Z konce 12. století pochází první francouzské divadelní hry (Hra o Adamovi). Zhruba na přelomu 12. a 13. století (podle některých datací ještě o trochu dříve) začala být velmi populární milostná lyrika opěvující ideály lásky, nositelé této literatury byly tzv. trubadúři, za prvního je označován Vilém IX. Akvitánský, k dalším významným trubadúrům patří Bernart de Ventadorn nebo Bertran de Born. Později verše pěli i tzv. truvéři, což byli trubadúři ze severu Francie, píšící v dialektech. K takovým patřil např. Rutebeuf. Zhruba ve stejné době se začala rozvíjet měšťanská literatura, která často směřovala k satiře (Román o Lišákovi). Ve 13. století se ve Francii objevily rytířské romány (Tristan a Izolda). Z této doby pochází i známý Román o růži z pera Guillauma de Lorrise a Jeana de Meunga.

## Od 14. století do náboženských válek (1562)

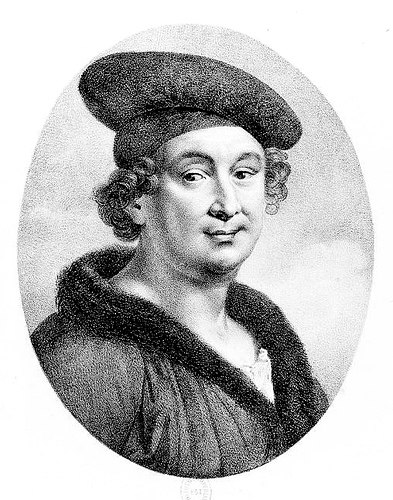
François Villon

V průběhu 14. století se objevují první kroniky a dějepisné práce (Jean Froissart) a brzy na to i polemiky o morálce, které samozřejmě ovlivnila probíhající stoletá válka (1337–1453). Na přelomu 14. a 15. století se objevují velmi známí autoři, jako byl Eustache Deschamps, Charles d'Orléans, François Villon a také první francouzská spisovatelka Christine de Pisan; toto období bývá nazýváno „obdobím Velkých rétoriků“. Došlo u nich k markantnímu nárůstu kvality formy a ústupu od lyriky.
Villon způsobil literární revoluci tím, jak smísil vysoký a nízký styl. Vysoký styl obsahuje prvky dvorské poezie, nízký styl má obhroublý až vulgární obsah. Často se setkáme s ironií a výsměchem. Villon se vysmívá společnosti, smrti, a dokonce své vlastní chudobě. Jeho výsměch patří také pastýřské poezii psané šlechtici, jelikož to byla díla pokrytecká – autoři sami žili ve městech v luxusu a o venkově neměli ponětí. Pro jeho dílo je též charakteristická kontrastnost, například využití renesančních prvků oproti středověkým nebo kontrast cynismu s hlubokým upřímným citem odrážejících se v jeho verších. Tento kontrast je často vyjádřen pomocí oxymór – uměleckého prostředku spojujícího slova, která si navzájem protiřečí.
Některá Villonova díla (např. Závěť) již předznamenávají nástup nového společenského hnutí – humanismu a renesance. Tato dvě hnutí se zcela prosadila v průběhu 16. století a ovlivnila nejen literaturu, ale i způsob myšlení celé společnosti (François Rabelais, Pierre de Ronsard, Michel de Montaigne). Významným autorem 16. století byl básník Clément Marot. Uvedl do francouzské literatury elegii, epigram, epithalamium (svatební báseň) a italskou formu strambotto (jednosloký verš satirického obsahu). Proslavily ho též epistolární básně (francouzsky épîtres). Své nejslavnější dílo Peklo (L’Enfer) napsal ve vězení. Od svých předchůdců se lišil zejména tím, že se začal inspirovat antikou. V tom se stal předchůdcem a inspirátorem vrcholně renesanční básnické školy zvané Plejáda (Ronsard, Joachim du Bellay, Étienne Jodelle, Jean-Antoine de Baïf). Každopádně lze říci, že v této době již francouzská literatura měla značný vliv nejen na okolní státy, ale i na vzdálenější území - Ronsard a Villon se stali prototypem moderního básníka, Rabelais svým Gargantuou a Pantagruelem založil žánr moderního románu, de Montaigne zase žánr eseje.

## Baroko a klasicismus

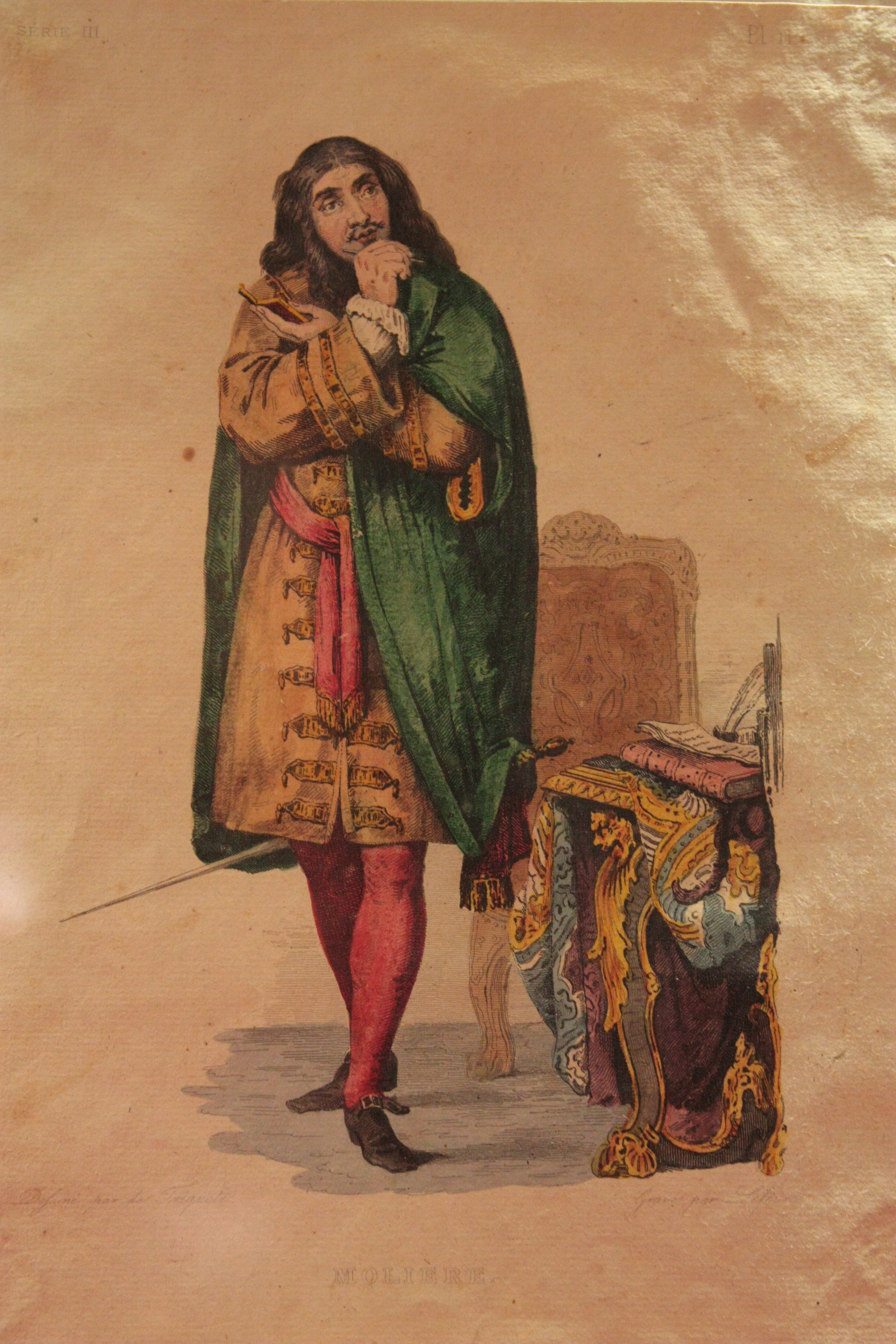
Molière

Protože v roce 1562 se Francie dostala do náboženských válek, k jejichž ukončení došlo prakticky až v roce 1596, objevil se v literatuře tzv. skepticismus – Michel de Montaigne. Převládajícím směrem na konci 16. a na začátku 17. století však bylo baroko, nejvýznamnějším barokním autorem pak byl Honoré d’Urfé, který napsal první tzv. román-řeku nazvaný L’Astrée. Protestantskou reakci na baroko představoval zejména Théophile de Viau nebo Théodore Agrippa d'Aubigné, jehož epopej Tragické básně je považována za nejvýznamnější literární dílo francouzského raného baroka.
Po vzpamatování se z náboženských válek (zhruba kolem roku 1650) došlo k prudkému rozvoji literatury a divadla. V literatuře se nejvíce prosadil klasicismus. Teorie klasicismu se opírá o tři základní pilíře: 1) Svět, ve kterém žijeme, je stabilní a neměnný a veškeré dění v něm podléhá řádu, kterému vládne příroda (la Nature). 2) Nad vším vládne rozum (la Raison). 3) Vše podléhá pravidlům (les règles), která se projevují nejenom ve sféře exaktních věd, ale také ve společenském životě a umění. Kromě toho se do popředí dostává ideál čestného člověka, který zdůrazňuje ctnosti jak navenek, tak vnitřně. Ideál se logicky vztahuje i na osobnost spisovatele, tedy i na literaturu, kterou píše. Francouzští představitelé klasicismu ovlivnili světovou literaturu na dlouhou dobu, a to zejména v dramatu. Klíčová se stala tři jména: Pierre Corneille, Molière a Jean Racine. Corneille se zapsal do dějin světového dramatu především tragédií Cid. Také Racine se soustředil na tvorbu tragédií, uhrančivost si až do současnosti uchovala zvláště jeho Faidra. Molière se jako jediný z "velké trojky" Velkého století věnoval komedii, která byla považována za nižší žánr. Přesto se jeho vliv na dějiny dramatu ukázal jako nejvíce dalekosáhlý a řada jeho her se hraje dodnes: Tartuffe neboli Pokrytec, Misantrop aneb Zamilovaný mrzout, Lakomec, Měšťák šlechticem, Zdravý nemocný.
V poezii prosazoval klasicistní rozvolnění François de Malherbe a Jean de La Fontaine, který se stal nesmrtelným svými Bajkami. V próze sehrála zásadní roli hraběnka La Fayette, zejména díky svému románu Kněžna z Cléves, který se stal zakladatelským dílem psychologického románu. Literární teorii rozvíjel v intencích klasicismu zvláště Nicolas Boileau. François de La Rochefoucauld se proslavil zejména spisem Les Réflexions ou sentences et maximes morales (Úvahy aneb výroky a maximy morální, česky též jako Krutá kniha aforismů s lehkými úvahami o těžkém životě), tedy sbírkou aforismů, maxim a sentencí, odhalující lidskou povahu a její slabosti. Dalekosáhlý dopad mělo rovněž konání Charlese Perraulta, který sesbíral lidové pohádky, čímž mnohé z nich zachránil. Teprve 19. století tuto jeho činnost ovšem docenilo.
Klasicistní umění silně ovlivňovala dobová politika. Kulturu a zvláště vývoj francouzského jazyka ovlivnil kardinál Richelieu, první ministr krále Ludvíka XIII., který v roce 1635 založil Francouzskou akademii. Ta dostala za úkol kodifikovat jazyk a dohlížet na jeho užívání, a tedy i na "správnost" jakékoli literární tvorby. V roce 1643 usedl na francouzský trůn Ludvík XIV. a nastolil absolutistickou monarchii. Jeho vláda se nesla ve znamení vznešenosti a okázalosti (la grandeur), což ovlivnilo pochopitelně i umění.
Velmi významné bylo, že se v 17. století objevil i nový proud literatury, a to literatura filosofická (filosofické spisy samozřejmě vznikaly i dříve, ale ty lze do literatury řadit s velkými obtížemi, neboť se jednalo o čistě filosofická díla). Zakladateli této mocné linie byli René Descartes a Blaise Pascal.

## Osvícenství (18. století)

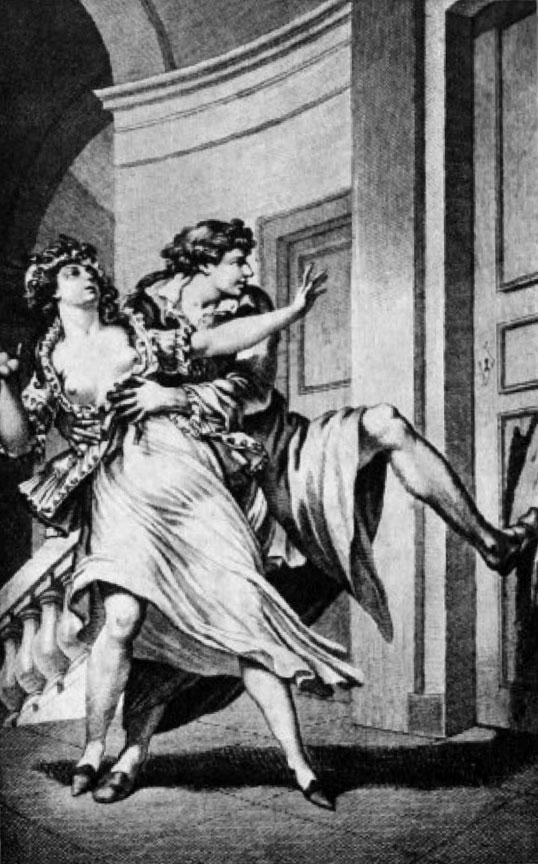
Ilustrace z Nebezpečných známostí

Tito filosofové pomohli položit základ francouzskému osvícenství, které se ve Francii plně rozvinulo v průběhu 18. století. Vůdčími osobnosti literatury se v této době stali často protinábožensky a proti tradicím zaměření filosofové – Voltaire, Denis Diderot, Charles Louis Montesquieu a Jean le Rond d'Alembert. Myšlenky těchto filosofů ještě doplnil Jean Jacques Rousseau. Neobyčejně závažný význam pro šíření osvícenských myšlenek mělo vydávání francouzské Encyklopedie, jež měla za cíl shrnout veškeré lidské poznání. Do encyklopedie přispěli nejvýznamnější myslitelé doby, největší část hesel, plnou čtvrtinu, ovšem napsal méně známý protestantský šlechtic Louis de Jaucourt (všechny bez nároku na odměnu). Encyklopedie vyšla v letech 1751–1766, některé úpravy a dodatky v letech 1772, 1777 a 1780, Dohromady má 28 svazků.
Lze tvrdit, že i klasická literatura této doby ve Francii byla ve vleku filosofie a nedokázala se vymanit z myšlenek osvícenství, což je velmi zajímavé, neboť myšlenky osvícenců rozhodně neměly předpoklady pro popularizaci v literatuře. Přesto se osvícenci nedokázali odříct literární tvorby, jak dokazuje Voltairův satirický román Candide, Rousseaův román v dopisech Julie aneb Nová Heloisa či jeho pedagogický román Emil aneb O výchově, Diderotův román Jakub fatalista a jeho pán, nebo Montesquieuova satira Perské listy.
Ovšem nedá se říci, že by osvícenci v 18. století ovládli kulturní pole zcela. Antoine François Prévost sepsal slavný milostný román Manon Lescaut, Choderlos de Laclos svůj pikantní román v dopisech Nebezpečné známosti, ještě o řád pikantnější pak byly pornograficko-filozofické literární experimenty Markýze de Sada. Také divadlo mělo rádo milostné zápletky a lehký tón. Pierre-Augustin Caron de Beaumarchais proslul svými hrami o Figarovi, Alain-René Lesage či Pierre Carlet de Chamblain de Marivaux veselohrami.
Nakonec však společenská závažnost děl osvícenců převážila a vedla až k Velké francouzské revoluci (1792–1804), následnému direktoriu (do roku 1799) a pozdějším napoleonským válkám (do roku 1815). Za této situace nastal samozřejmě pokles zájmu o literaturu, rozvíjelo se především řečnictví, novinařina a písně.

## 19. století

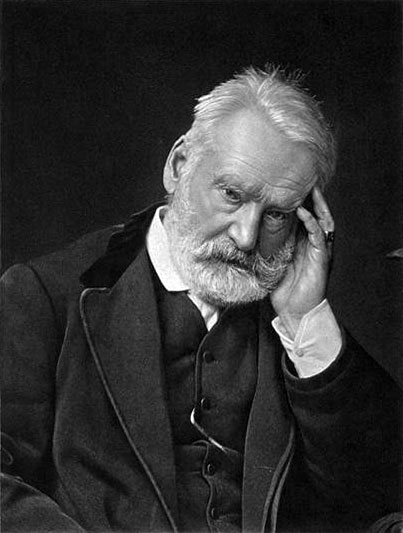
Victor Hugo

S touto situací se literatura vypořádávala velmi těžko, počátkem 19. století však došlo k nástupu preromantismu, jehož vrcholným představitelem byl François René de Chateaubriand, a posléze romantismu, jehož francouzští představitelé jsou dodnes pokládáni za klasiky světové literatury: Victor Hugo, Alphonse de Lamartine, Alfred de Musset, Gérard de Nerval, Alfred de Vigny, George Sandová, Prosper Mérimée, Stendhal a další.
Roku 1848 došlo ve Francii k únorové revoluci, jejímž výsledkem byl vznik druhé republiky, tento fakt se projevil jakousi krizí společenských hodnot, která ovlivňovala francouzskou literaturu prakticky až do počátku 20. století. Na ideály romantismu přímo navázali, ačkoliv je rozvíjeli nečekaným směrem prokletí básníci (Arthur Rimbaud, Paul Verlaine, Charles Pierre Baudelaire, ale i Lautréamont).
Mimo pokračování romantismu se rozvinul prakticky opačný směr literatury – realismus: Gustav Flaubert, Honoré de Balzac, Edmond de Goncourt. Z realismu se vyvinul naturalismus – Alphonse Daudet, Guy de Maupassant, Émile Zola. V opozici vůči realismu stál l'art pour l'artismus a z něj vycházející parnasismus (Théophile Gautier, Sully Prudhomme, Leconte de Lisle, Théodore de Banville).
Francouzské drama v 19. století rozvíjel zejména Edmond Rostand, který roku 1897 uvedl své proslulé veršované drama Cyrano z Bergeracu.
Vedle vážné literatury se v 19. století vyvíjela i literatura žánrová, která měla stejně široký vliv mimo francouzský kulturní prostor jalo literatura seriózní. Sem lze zařadit především Alexandra Dumase staršího (Tři mušketýři, Hrabě Monte Christo) nebo Julese Vernea (Pět neděl v baloně, Dvacet tisíc mil pod mořem, Cesta kolem světa za osmdesát dní). Na přelomu století se objevil i Gaston Leroux, který se stal jedním ze zakladatelů detektivního románu (Tajemství žlutého pokoje, Fantom opery).

## 20. století

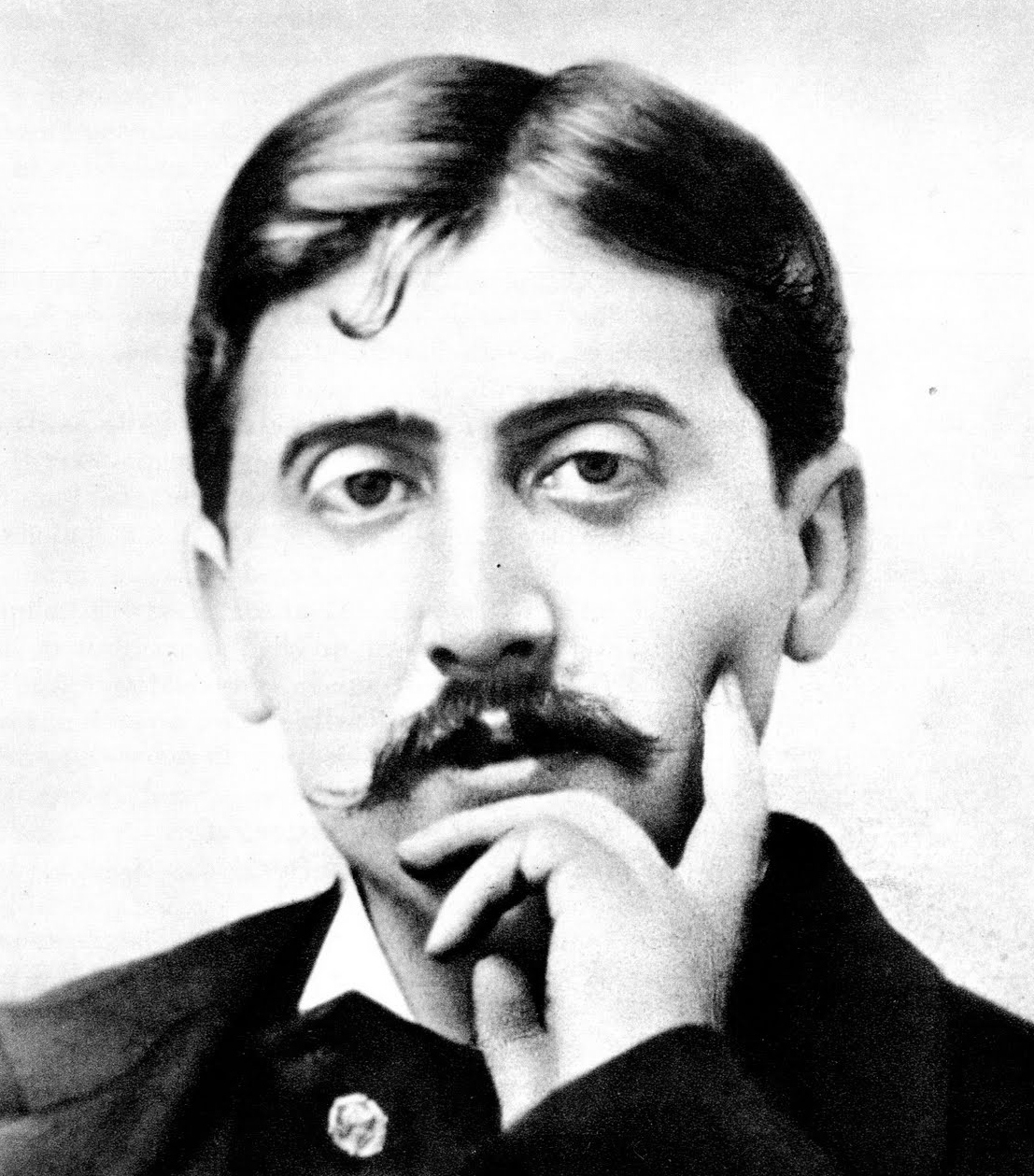
Marcel Proust

Na počátku 20. století prošla literatura, především francouzská, velmi složitým obdobím, kdy došlo k přechodu od symbolismu a dekadence (Stéphane Mallarmé, Paul Valéry, Paul Verlaine, Comte de Lautréamont) k modernismu a avantgardě (Charles Péguy, Guillaume Apollinaire). Avantgardní hnutí se dále rozvíjelo – dadaismus (Tristan Tzara), surrealismus (André Breton, Paul Eluard, Robert Desnos), kubismus (Jean Cocteau), počátky absurdního dramatu (Alfred Jarry). Lze tvrdit, že v tomto vývoji měla Francie, zhruba od roku 1900 do roku 1939, v literatuře hlavní slovo i v celosvětovém měřítku.
Zároveň s těmito směry se rozvíjel román, ten lze v této době rozdělit na modernistický (zejm. Marcel Proust a jeho Hledání ztraceného času nebo André Gide a jeho Penězokazi) tradiční (Maurice Barrès, Roger Martin du Gard), revoluční (Henri Barbusse), konzervativní (Louis-Ferdinand Céline, François Mauriac) a humanistický (Romain Rolland, Antoine de Saint-Exupéry, Anatole France, Marcel Pagnol).
Ve 30. letech 20. století se začala objevovat politicky velmi angažovaná díla, jaká psal například Louis Aragon. Z této literatury se vyvinul existencialismus (Jean-Paul Sartre, Albert Camus). K němu je někdy řazen i André Malraux, jehož zajímala zvláště historická témata. Drama rozvíjel zejména Jean Giraudoux, který nejvíce uspěl se svou hrou Bláznivá ze Chaillot (1945). Hlavní hrdinka Aurélie, nazývaná Bláznivá, nepřestane věřit v lásku a dobro a postaví se proti skupině finančníků odhodlaných kvůli svému zisku zničit celou Paříž.
V 50. letech 20. století vznikl tzv. nový román (Alain Robbe-Grillet, Nathalie Sarrautová, Michel Butor, Marguerite Durasová, Claude Simon). I surrealismus dokázal být stále inspirativním prostorem, jak dokázal Julien Gracq (zejm. Pobřeží Syrt). Ani klasické vyprávění se ovšem nevytratilo, jak ukázala Françoise Saganová se svým teenagerským bestsellerem Dobrý den, smutku. Patafyzická hravost proslavila Borise Viana (Pěna dní). Zájem autorů si udržel i historický román (Robert Merle, Margueritte Yourcenarová, Bernard Clavel, Patrick Modiano). Dále se ve Francii rozvíjelo tzv. absurdní divadlo (Eugène Ionesco, Samuel Beckett, Arthur Adamov, René de Obaldia). Klasičtější, leč moderní drama představoval Jean Anouilh nebo Jean Genet. V poezii bylo možné vnímat odklon od avantgardních experimentů a návrat ke klasické, až lidové, zpěvnosti, jaký předvedl například Jacques Prévert ve své slavné sbírce Slova (Paroles) v roce 1946.
Konec 20. století byl ve znamení rozvíjení dědictví "vzpoury 60. let", jaké představoval například Jean-Marie Gustave Le Clézio, se svým odmítnutím moderní civilizace ve jménu environmentalismu a přírodních národů, nebo na druhé straně do značné míry opozitního postmoderního románu, který pochybuje o avantgardě i dědictví 60. let. Ten reprezentoval například Georges Perec (Život: návod k použití), Milan Kundera (Nesmrtelnost) nebo Michel Houellebecq (Rozšíření bitevního pole, Podvolení).